# Мехтиева, Гюльхара Иззят кызы
Гюльхара Иззят кызы Мехтиева (азерб. Gülxara İzzət qızı Mehdiyeva; 1 июля 1920, Оджаглы, Ленкоранский уезд — ?) — советский азербайджанский табаковод, Герой Социалистического Труда (1950).

## Биография
Родилась 1 июля 1920 года в селе Оджаглы Ленкоранского уезда Азербайджанской ССР (ныне село в Джалилабадском районе).
Работала колхозницей, звеньевой в колхозе имени Кулиева, позже — рабочая совхоза «1 Мая» Джалилабадского района. В 1949 году получила урожай табака сорта «Трапезонд» 25,5 центнеров с гектара на площади 3 гектара.
Указом Президиума Верховного Совета СССР от 17 августа 1950 года за получение высоких урожаев табака в 1949 году Мехтиевой Гюльхаре Иззят кызы присвоено звание Героя Социалистического Труда с вручением ордена Ленина и золотой медали «Серп и Молот».
С 1975 года — пенсионер союзного значения, с 2002 года — президентский пенсионер Азербайджана.